# Église Saint-Macre de Fère-en-Tardenois
L'église Sainte-Macre est une église située à Fère-en-Tardenois, en France.

## Localisation
L'église est située sur la commune de Fère-en-Tardenois, dans le département de l'Aisne.

## Historique
Le monument, édifié durant le 1er quart du 16e siècle, est classé au titre des monuments historiques en 1920.